# Перевоз (посёлок железнодорожной станции, Зиминский район)
Перевоз — посёлок при станции в Зиминском районе Иркутской области России. Входит в состав Кимильтейского муниципального образования.

## География
Находится примерно в 14 км к северу от районного центра.

## Население
| 2002 | 2010 | 2011 | 2012 |
| ---- | ---- | ---- | ---- |
| 454  | ↘114 | →114 | ↗118 |

По данным Всероссийской переписи, в 2010 году в посёлке при станции проживало 114 человек (55 мужчин и 59 женщин).